# 五车增十八
五车增十八，即御夫座12（12 Aur, 12 Aurigae）是一颗位于御夫座的恒星。
五车增十八是一颗B-型主序星，视星等为6.9。